# Altotjärnen
Altotjärnen är en sjö i Gällivare kommun i Lappland och ingår i Kalixälvens huvudavrinningsområde. Sjön har en area på 0,0346 kvadratkilometer och ligger 170,8 meter över havet. Altotjärnen ligger i Torne och Kalix älvsystem Natura 2000-område.

## Delavrinningsområde
Altotjärnen ingår i det delavrinningsområde (739841-178148) som SMHI kallar för Ovan Ertsjärvån. Medelhöjden är 179 meter över havet och ytan är 49,08 kvadratkilometer. Räknas de 23 avrinningsområdena uppströms in blir den ackumulerade arean 390,48 kvadratkilometer. Bönälven som avvattnar avrinningsområdet har biflödesordning 4, vilket innebär att vattnet flödar genom totalt 4 vattendrag innan det når havet efter 151 kilometer. Avrinningsområdet består mestadels av skog (80 procent) och sankmarker (11 procent). Avrinningsområdet har 0,12 kvadratkilometer vattenytor vilket ger det en sjöprocent på 0,3 procent.